# Croton julopsidium
Espèce
Croton julopsidium est une espèce de plantes à fleurs du genre Croton et de la famille des Euphorbiaceae, présente au Brésil (Minas Gerais : Serra do Cipó).
Il a pour synonyme :
- Oxydectes julopsidium, (Baill.) Kuntze